# Calceolaria nitida
Calceolaria nitida là một loài thực vật có hoa trong họ Calceolariaceae. Loài này được Colla mô tả khoa học đầu tiên năm 1835.